# Isidora-Sekulić-Preis

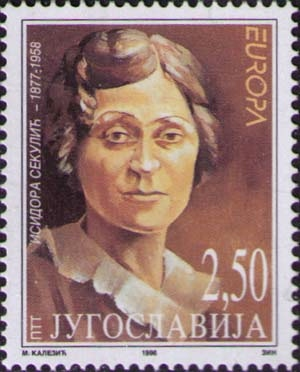
Sekulić auf einer 1996 herausgegebenen Briefmarke

Der Isidora-Sekulić-Preis (serbisch-kyrillisch: Награда Исидора Секулић, serbisch-lateinisch: Nagrada Isidora Sekulić) ist ein ehemals jugoslawischer und heute serbischer Literaturpreis, der im Jahre 1967 von der Belgrader Bezirksgemeinde Savski Venac als Fonds gegründet wurde und seit 1968 zu Ehren der Schriftstellerin Isidora Sekulić jährlich verliehen wird, die zuletzt in diesem Stadtteil lebte. Mit dem Preis werden Autoren für das beste Werk der modernen serbischen Literatur des Vorjahres prämiert. Bis 2018 haben insgesamt 68 Autoren diesen renommierten Preis erhalten. In den ersten Jahren wurden mehrere Autoren in zwei literarischen Gattungen (Roman, Erzählung;Essay, Kritik) gemäß dem künstlerischen Werk der Namensgeberin und der Gattung Poesie ausgezeichnet, seit 1979 wird die Auszeichnung an jeweils nur einen Autor vergeben.

## Preisträger
- 1967 Živojin Pavlović für Dve večeri u jesen (Prosa, Matica srpska, Novi Sad 1967)[2]
- 1967 Ljubomir Simović für Šlemovi (Poetik, Prosveta, Belgrad 1967)[3]
- 1967 Svetlana Velmar-Janković für Savremenici (Essay, Prosveta, Belgrad 1967)[4]
- 1968 Jovan Hristić für Oblici moderne književnosti (Essay)[5]
- 1968 Vidosav Stevanović für Refuz mrtvak (Prosa)[6][7]
- 1969 Miroslav Josić Višnjić für Lepa Jelena (Prosa); Vito Marković für Pakao (Poetik); Bogdan A. Popović für sein Gesamtwerk (Essay)[8][9][10]
- 1970 Božidar Milidragović für Umetnik Zolt (Prosa)[11]
- 1970 Branislav Petrović für O prokleta da si ulico Rige od Fere (Poetik)[12]
- 1970 Srba Ignjatović für Salomina činija (Essay)[13]
- 1971 Svetozar Vlajković für Neko drugo leto (Prosa)[14]
- 1971 Radomir Andrić für Šumska crkva (Poetik)[15]
- 1971 Aleksandar Petrov für Poezija Crnjanskog i srpsko pesništvo (Essay)[16]
- 1972 Miladin Ćulafić für Nešto (Prosa); Marko Nedić für Magija poetske proze. Studija o Rastku Petroviću (Essay; Literaturwissenschaft)[17][18]
- 1973 Mitko Madžunkov für Ubij govorljivog psa (Prosa)[19]
- 1973 Miodrag Stanisavljević für Knjiga senki (Poetik)[20]
- 1973 Milorad Blečić für Kako se rađala jugoslovenska revolucionarna poezia (Literaturwissenschaft)[21]
- 1974 Čedomir Mirković für sein Werk (Essay; Kritik)[22]
- 1974 Đuro Damjanović für Magla u rukama (Prosa); Ibrahim Hadžić für Oformiti jedinstvenu životinju (Poetik)[23][24]
- 1975 Milenko Vučetić für Glasovi (Prosa); Mirko Magarašević für Senke besmrtnosti (Poetik); Milan Komnenić für Eros i znak (Essay)[25][26][27]
- 1976 Mirjana Pavlović für Zajednički imenitelj (Prosa)[28]
- 1976 Dragomir Brajković für Krvava svadba u Brzavi (Poetik)[29]
- 1976 Tanja Kragujević für Mitsko u Nastasijevićevom delu (Essay)[30]
- 1977 keine Preisverleihung
- 1978 keine Preisverleihung
- 1979 Milovan Danojlić für Zmijin svlak (Prosa)[31]
- 1980 Radoslav Bratić für Sumnja u biografiu (Prosa)[32]
- 1981 Nikola Milošević lehnte die Annahme des Preises ab[33]
- 1981 Slobodan Rakitić für Žudnja za jugom (Poetik)[34]
- 1982 Lazar Trifunović für Od impresionizma do enformela (Kunstgeschichte)[35]
- 1983 Slobodan Zubanović für Domaći duh (Poetik)[36]
- 1984 Rajko Petrov Nogo für Zimomora (Poetik)[37]
- 1985 Danko Popović für Knjiga o Milutinu (Prosa; Französische Edition: Le livre de Miloutine, Paris 2007)[38]
- 1986 Hatidža Dizdarević-Krnjević für Lirski istočnici : iz istorije i poetike lirske narodne poezije (Literaturwissenschaft)[39]
- 1987 Ljubiša Jeremić für Tragički vidovi starijeg srpskog romana : od Jakova Ignjatovića do Svetolika Rankovića (Literaturwissenschaft)[40]
- 1988 Jovan Radulović für Dalje od oltara (Prosa)[41]
- 1989 Dušan Ivanić für Modeli književnoga govora : iz istorije i poetike srpske književnosti (Literaturwissenschaft)[42]
- 1990 Novica Petković für Ogledi iz srpske poetike (Literaturwissenschaft)[43]
- 1991 Miroslav Maksimović für 55 soneta o životnim radostima i teškoćama (Poetik)[44]
- 1992 Petar Pijanović für Proza Danila Kiša (Essay)[45]
- 1993 Dobroslav Smiljanić für Vilin kamen (Poetik)[46]
- 1994 Đorđe Trifunović für sein Gesamtwerk über frühe serbische Literatur[47]
- 1995 Milan Orlić für Iz polarne noći (Poetik)[48]
- 1996 Srba Mitrović für Snimci za panoramu (Poetik)[49]
- 1997 Ratko Adamović für Besmrtni Kaleb (Prosa)[50]
- 1998 Marica Josimčević für Put kože (Prosa)[51]
- 1999 Zoran Bognar für Novi čovek (Poetik)[52]
- 2000 Mirjana Novaković für Strah i njegov sluga (Prosa)[53]
- 2001 Milovan Stanković für Sve o porodici Fuler (Prosa)[54]
- 2002 Boris Miljković für Čaj na Zameleku (Prosa)[55]
- 2003 Vladeta Jerotić für Putovanja, zapisi, sećanja (Autobiografie)[56]
- 2004 Ivana Hadži-Popović für Zamka (Prosa)[57]
- 2005 Ratomir Damjanović für Džonijev solo (Prosa)[58]
- 2006 Zoran Živković für Most (Prosa; Englische Ausgabe: The Bridge, Atelier Polaris, Belgrad 2006)[59]
- 2007 Mirjana Bjelogrlić-Nikolov für Priče za dosadno popodne (Prosa)[60]
- 2008 Vladislav Bajac für Hamam Balkanija (Prosa; deutsche Ausgabe: Dittrich, Berlin 2011, englische Edition: Istros Books, London 2014)[61]
- 2009 Đorđe Milosavljević für Đavo i mala gospođa (Prosa)[62]
- 2010 Vladan Matijević für Vrlo malo svetlosti (Prosa)[63]
- 2011 Slobodan Vladusić für Crnjanski, megalopolis (Literaturwissenschaft)[64]
- 2012 Žaneta Đukić Perišić für Pisac i priča – Stvaralačka biografija Ive Andrića (Biografie; Literaturwissenschaft)[65]
- 2013 Sonja Veselinović für Krosfejd (Prosa)[66]
- 2014 David Albahari für Životinjsko carstvo (Prosa; deutsche Ausgabe: Das Tierreich, Schöffling & Co., Frankfurt am Main 2017)[67]
- 2015 Svetislav Basara für Anđeo atentata: tabloid (Prosa)[68]
- 2016 Labud Dragić für Kukavičja pilad (Prosa)[69]
- 2017 Uglješa Šajtinac für Žena iz Huareza (Prosa)[70]
- 2018 Aleksandar Gatalica für Poslednji argonaut (Prosa)[71]